# Anas Hammas
Anas Hammas (17 februari 2004) is een Belgisch-Marokkaans voetballer die onder contract ligt bij STVV.

## Clubcarrière
Hammas genoot zijn jeugdopleiding bij RC de Schaerbeek, RSC Anderlecht, KV Mechelen, White Star Brussel, RWDM, Sporting Charleroi en KV Oostende. In zijn debuutseizoen bij Oostende werd Hammas kampioen met de beloftenploeg van trainer Kurt Bataille. In mei 2023 verloor hij met de beloften van KV Oostende de finale van de Beker van België voor beloften tegen KAA Gent.
Hammas vatte de voorbereiding op het seizoen 2023/24 aan met de A-kern van Oostende, en bleef nadien ook meetrainen met de A-kern. In augustus 2023 ondertekende hij een contract voor twee seizoenen met optie bij Oostende. Op 11 februari 2024 maakte hij z'n profdebuut: in de competitiewedstrijd tegen RFC de Liège (0-2-nederlaag) liet trainer Jamath Shoffner hem in het begin van het slotkwartier invallen. Het bleef dat seizoen bij die ene wedstrijd voor Hammas, die zijn club na afloop van het seizoen failliet zag gaan.
Na het faillissement van KV Oostende vond Hammas onderdak bij STVV. Hij begon er bij de beloften, die in het seizoen 2024/25 hun intrede maakten in de Tweede afdeling.

## Clubstatistieken
| Seizoen         | Club            | Land            | Competitie           | Competitie | Competitie | Beker | Beker | Supercup | Supercup | Europees | Europees | Totaal | Totaal |
| Seizoen         | Club            | Land            | Competitie           | Wed.       | Dlp.       | Wed.  | Dlp.  | Wed.     | Dlp.     | Wed.     | Dlp.     | Wed.   | Dlp.   |
| --------------- | --------------- | --------------- | -------------------- | ---------- | ---------- | ----- | ----- | -------- | -------- | -------- | -------- | ------ | ------ |
| 2023/24         | KV Oostende     | Vlag van België | Eerste klasse B      | 1          | 0          | 0     | 0     | —        | —        | —        | —        | 1      | 0      |
| 2024/25         | Jong STVV       | Vlag van België | Tweede afdeling VV B | 14         | 2          | —     | —     | —        | —        | —        | —        | 14     | 2      |
| Carrière totaal | Carrière totaal | Carrière totaal | Carrière totaal      | 15         | 2          | 0     | 0     | 0        | 0        | 0        | 0        | 15     | 2      |

Bijgewerkt op 5 december 2024.

## Interlandcarrière
Hammas nam in november en december 2019 met België –16 aan de Campeonato Sudamericano onder 15, een Zuid-Amerikaans landenkampioenschap waaraan naast vijf CONMEBOL-leden ook België mocht deelnemen. Hammas kwam er in actie in vier van de vijf wedstrijden, enkel in de 6-0-nederlaag tegen Brazilië bleef hij aan de kant.